# Antonio Cañadas Ortego
Antonio Cañadas Ortego (Guadalajara, 7 de julio de 1891-ibidem, 5 de julio de 1939) fue un político español, alcalde de Guadalajara durante la Segunda República.

## Biografía
Comerciante, fue propietario de una tienda de bicicletas. Militante de Acción Republicana, en las elecciones municipales de 12 de febrero de 1931 fue elegido concejal del ayuntamiento de Guadalajara, en la lista de la Conjunción Republicano-Socialista. Tras la dimisión del alcalde socialista Marcelino Martín González del Arco, Cañadas fue elegido alcalde, en 1934. Así mismo, fue redactor del semanario Abril.
Al término de la Guerra Civil, fue detenido en Alicante y llevado a la Prisión Central, donde fue torturado. En julio de 1939 fue fusilado por los nacionalistas frente a las tapias del cementerio de Guadalajara.
Su hija, Emilia Cañadas, plasmó la experiencia de su familia en un libro de memorias.